# تريفور بيريا
تريفور بيريا (بالإنجليزية: Trevor Perea)‏ هو لاعب كرة قدم أمريكي في مركز الوسط، ولد في 19 أغسطس 1981 في دالاس في الولايات المتحدة.

## وصلات خارجية
- تريفور بيريا على موقع الدوري الأمريكي (الإنجليزية)
- تريفور بيريا على موقع قاعدة بيانات كرة القدم.إي يو (الإنجليزية)